# Metropolitan Borough of Knowsley
Metropolitan Borough of Knowsley – dystrykt metropolitalny w hrabstwie ceremonialnym Merseyside w Anglii.

## Miasta
- Halewood
- Huyton
- Kirkby
- Prescot

## Inne miejscowości
Bowring Park, Cronton, Knowsley, Page Moss, Roby, Stockbridge Village, Tarbock, Whiston.
Na terenie dystryktu znajduje się Knowsley Safari Park.